# 池永倫明
池永 倫明（いけなが ともあき、1937年 -2023年 ）は、日本の牧師。満洲国生まれ。1968年日本基督教会神学校（のち東京神学大学）卒業。日本キリスト教会蒲田御園教会牧師、沖縄平和創造委員会。

## 著書
- 沖縄からヤスクニを問う 新教出版社 1979.2
- J.S.バッハ「マタイ受難曲」によるドイツ語文法入門 一麦出版社 2001.10
- 「抗暴の書」ヨブ記随想 現代作家カフカとの対話より キリスト新聞社出版事業部 2004.1
- われらを誘惑に会わせないでください 説教・聖書研究・発題 いのちのことば社 2007.12

## 翻訳
- 新約聖書講解 7 コリント人への第1の手紙 シュラッター 新教出版社 1978.3
- 改革主義信条の神学 P.ヤコプス 新教出版社 1981.11 (教会と宣教双書)
- キリスト論要綱 W.パネンベルク 麻生信吾共訳 新教出版社 1982.11
- 教会と核武装 オランダ改革教会教書 新教出版社 1985.10
- ピリピ人への手紙 トゥルナイゼン著作集 第1巻 新教出版社 1986.12
- ヤコブの手紙 トゥルナイゼン著作集 第2巻 新教出版社 1987.7
- 神の言葉と教会 トゥルナイゼン著作集 第4巻 新教出版社 1990.3
- 平和をつくり出す人たちは、さいわいである 原子物理学者によるヨハネ黙示録講話　ベルンハルト・フィルベルス 一麦出版社 1994.10
- カルヴァン ヴィルヘルム・ノイザー 一麦出版社 1996.7
- ヨハネの黙示録 L.ファン・ハルティンクスフェルト 教文館 1997.5 (コンパクト聖書注解)
- 改革派神学の新しい視座 アイラ・ジャン・ヘッセリンクJr.博士献呈論文集 池永順一共訳 一麦出版社 2002.6
- エゼキエル書 M.デイクストラ 教文館 2004-06 (コンパクト聖書注解)
- 行為と存在 組織神学における超越論哲学と存在論 ディートリヒ・ボンヘッファー 新教出版社 2007.3
- 神の現臨 説教集 ヴォルフハルト・パネンベルク 一麦出版社 2008.5